# Aletheia
Aletheia (din greacă : "adevăr") semnifică ansamblul de proceduri prin care este cuprinsă conceptual și explicată cauzal întreaga realitate, sau totalitatea metodelor prin care este descrisă și motivată existența și particularitățile modale ale naturii. 